# Туамасіна
Туамасіна (що означає «як сіль» або «солоний»; до 1979 р, неофіційно, і французькою також Tamatave, Таматаве) — місто на східному узбережжі Мадагаскару, центр однойменної провінції. Населення — 225 116 чол. (за оцінкою 2010 року).

## Клімат
Місто знаходиться у зоні, котра характеризується вологим тропічним кліматом. Найтепліший місяць — січень із середньою температурою 26.7 °C (80 °F). Найхолодніший місяць — липень, із середньою температурою 21.1 °С (70 °F).
| Клімат Туамасіни        | Клімат Туамасіни | Клімат Туамасіни | Клімат Туамасіни | Клімат Туамасіни | Клімат Туамасіни | Клімат Туамасіни | Клімат Туамасіни | Клімат Туамасіни | Клімат Туамасіни | Клімат Туамасіни | Клімат Туамасіни | Клімат Туамасіни | Клімат Туамасіни |
| Показник                | Січ.             | Лют.             | Бер.             | Квіт.            | Трав.            | Черв.            | Лип.             | Серп.            | Вер.             | Жовт.            | Лист.            | Груд.            | Рік              |
| Абсолютний максимум, °C | 36               | 35               | 35               | 32               | 30               | 28               | 28               | 27               | 28               | 30               | 31               | 33               | 36               |
| Середній максимум, °C   | 30               | 30               | 29               | 28               | 26               | 25               | 23               | 24               | 25               | 27               | 28               | 29               | 27               |
| Середня температура, °C | 26               | 26               | 25               | 25               | 23               | 21               | 20               | 20               | 21               | 23               | 24               | 25               | 23               |
| Середній мінімум, °C    | 23               | 23               | 22               | 22               | 20               | 18               | 18               | 17               | 18               | 19               | 21               | 22               | 20               |
| Абсолютний мінімум, °C  | 20               | 21               | 20               | 19               | 17               | 13               | 15               | 13               | 15               | 15               | 16               | 18               | 13               |
| Норма опадів, мм        | 360              | 370              | 450              | 390              | 260              | 280              | 300              | 200              | 130              | 90               | 110              | 260              | 3250             |
| Днів з опадами          | 20               | 19               | 20               | 19               | 18               | 20               | 20               | 19               | 15               | 12               | 12               | 18               | 212              |
| Вологість повітря, %    | 84               | 84               | 86               | 85               | 85               | 85               | 85               | 84               | 82               | 81               | 82               | 83               | 84               |
| ----------------------- | ---------------- | ---------------- | ---------------- | ---------------- | ---------------- | ---------------- | ---------------- | ---------------- | ---------------- | ---------------- | ---------------- | ---------------- | ---------------- |
| Джерело: Weatherbase    |                  |                  |                  |                  |                  |                  |                  |                  |                  |                  |                  |                  |                  |

## Історія
Під час французького панування в Туамасіні розташовувалися резиденції деяких іноземних консулів, а також численні французькі урядові організації. Також місто стало головним портом для столиці і внутрішніх районів країни. Основу імпорту становили дорогі штучні товари, борошняна продукція, а також вироби з заліза і сталі. Експортувалися ж, в основному, золотий пісок, рафія, шкірсировина, каучук (гума) та живі тварини. Зв'язок з Європою підтримувалася пароплавами компаній Messageries Maritimes і Havraise; а з Маврикієм, і далі — з Цейлоном — британською компанією Union-Castle Line.
Через відсутність санітарії і велику щільність населення в місті нерідко спалахували епідемії: наприклад, бубонної чуми в 1898 і 1900 роках; після них у місті була проведена система каналізації. Після 1895 року корінне населення почало переміщатися з міста на північний захід в спеціально побудовані села. Була проведена лінія телеграфу довжиною 180 км, яка пов'язала Таматаве з Антананаріву. Була побудована залізниця, що з'єднала порт Таматаве з Антананаріву.
Туамасіна зобов'язане своїм розвитком місцевому кораловому рифу, що сформував досить простору бухту відразу з 2 входами в неї. Місто побудоване на піщаному півострові під прямим кутом до основної лінії узбережжя. На головних вулицях міста, засаджених рядами пальмових дерев, розташовано безліч магазинів і офісів різних компаній. Також тут є великий вибір готелів і ресторанів. Пляжі міста користуються популярністю, незважаючи на акул і проблему забруднення. Базарі Бе є найколоритнішим ринком міста. Тут можна придбати все, що завгодно — від різних екзотичних спецій до виробів місцевих ремісників. Ринок є центром міста і одним з найвідвідуваніших місць в ньому.
У місті розташований Університет Туамасіни (заснований у 1977 році), що входить в систему суспільних університетів Мадагаскару.
Місто входить в туамасінську архієпархію Римської Католицької церкви.
З порту Туамасіни вивозяться на експорт кава, ваніль, перець, гвоздика, графіт; ввозяться верстати та обладнання, продукція текстильної та харчової промисловостей.

## Транспорт

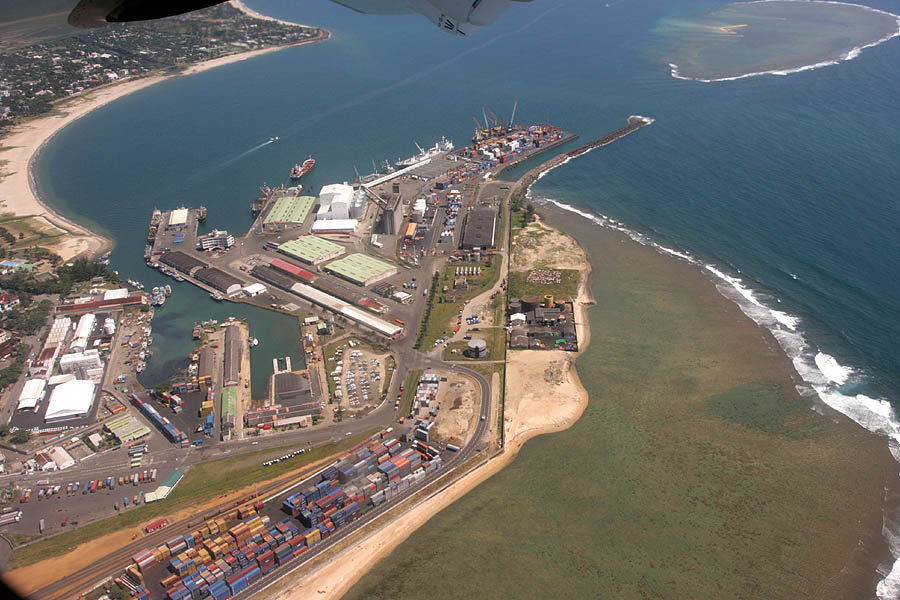
Вид на порт Туамасіни з висоти пташиного польоту.

Місто є залізничною станцією на лінії до столиці. У місті також знаходиться головний морський порт країни, розташований за 215 км на північний схід від столиці і найбільшого міста Антананаріву. Місто обслуговує аеропорт Туамасіна.

## Відомі особистості
У поселенні народився:
- Франсуа Бейль (* 1932) — французький композитор.

## Міста-побратими
- Сент-Етьєн